# Municipio de Murray (Kansas)
El municipio de Murray (en inglés: Murray Township) es un municipio ubicado en el condado de Marshall en el estado estadounidense de Kansas. En el año 2010 tenía una población de 614 habitantes y una densidad poblacional de 6,65 personas por km².

## Geografía
El municipio de Murray se encuentra ubicado en las coordenadas 39°51′52″N 96°17′7″O / 39.86444, -96.28528. Según la Oficina del Censo de los Estados Unidos, el municipio tiene una superficie total de 92.33 km², de la cual 92,06 km² corresponden a tierra firme y (0,29 %) 0,27 km² es agua.

## Demografía
Según el censo de 2010, había 614 personas residiendo en el municipio de Murray. La densidad de población era de 6,65 hab./km². De los 614 habitantes, el municipio de Murray estaba compuesto por el 96,74 % blancos, el 0,65 % eran de otras razas y el 2,61 % eran de una mezcla de razas. Del total de la población el 0,65 % eran hispanos o latinos de cualquier raza.